# 齋藤氏庭園
齋藤氏庭園（さいとうしていえん）は、宮城県石巻市前谷地（旧桃生郡河南町）にある明治時代後期に造られた日本庭園。当地の旧家で大地主であった齋藤氏の庭園である。2005年（平成17年）7月14日に国の名勝に指定された。2011年（平成23年）3月11日に発生した東日本大震災により被災し休園していたが、同年7月31日から観覧を再開した。一部見学できない施設等があり、観覧料は無料となっている。

## 齋藤氏の歴史
齋藤氏のルーツは葛西氏の家臣、齋藤壱岐とされている。豊臣秀吉の奥州仕置の際に大名としての葛西氏が滅亡した後、帰農し、前谷地に移った7代目の弟である善九郎が初代となった。
2代目善兵衛が酒造業を始め、4代目善次右衛門が深谷の大肝入となった。6代目善右衛門のときに永代大肝入格となった。東北三大地主 の1つに数えられ、山形県の酒田本間家に次ぐ全国第2位の地主という豪農で、明治時代から第二次世界大戦後の農地解放まで宮城県の政治・経済・文化に大きな功績をのこした資産家である。

### 近代の齋藤氏
第9代、善右衛門（1854年（嘉永7年）- 1925年（大正14年））は酒造業や質屋も営んでいたが、1889年（明治22年）に酒造業を廃業、莫大な資産を背景に会社を興して社長となり、更に1892年（明治25年）第2回衆議院議員総選挙で当選して代議士となった。また齋藤報恩会を設立し、文化発展に尽力した。

## 齋藤氏庭園の主な構成
邸宅近くに所在する庭園は、丘陵の斜面を背にして広間を景観の中心に置き、周囲に平庭、園池を配している。この一体の空間構成が近代の庭園のうちでも特色があるとされている。春の桜、初夏の新緑、秋の紅葉、冬の雪景色と、四季折々の風情が楽しめる。

## 沿革
- 2005年（平成17年）7月14日 - 国の名勝に指定される。

## 所在地
宮城県石巻市前谷地字黒沢73-1

## アクセス
- JR東日本気仙沼線
  - 前谷地駅（■石巻線、■気仙沼線）から徒歩約10分